# Marcel Bloch (pilot)
Marcel Robert Leopold Bloch (ur. 21 lipca 1890 w La Chaux-de-Fonds, zm. 29 marca 1938) – francuski as myśliwski z czasów I wojny światowej. Osiągnął 5 zwycięstw powietrznych. Należał do grona asów posiadających tytuł honorowy Balloon Buster.

## Życiorys
Marcel Bloch urodził się w La Chaux-de-Fonds w Szwajcarii. Do wojska wstąpił 7 września 1914 roku. 12 października 1915 roku uzyskał licencję pilota. Pierwszym przydziałem liniowym była eskadra N 3. 25 maja 1916 roku został przeniesiony do eskadry myśliwskiej N 62. Pierwsze zwycięstwo powietrzne odniósł 26 czerwca 1916 roku. Od 3 lipca, dnia kiedy został ciężko ranny zestrzelił łącznie 3 balony obserwacyjne. Po przejściu leczenia do jednostki powrócił we wrześniu 1916 roku i do 1 października zestrzelił kolejne dwa balony niemieckie.
W marcu 1917 roku jako jeden z najbardziej doświadczonych wówczas pilotów francuskich został przeniesiony na front wschodni, gdzie szkolił pilotów rosyjskich pilotażu samolotów francuskich oraz brał czynny udział w misjach nad linią frontu. 8 maja w czasie kolejnej misji został ciężko ranny. Rekonwalescencja trwała długie miesiące i Marcel Bloch nie powrócił już do czynnego latania w czasie wojny.
10 września 1918 roku został przydzielony do misji francuskiej w Stanach Zjednoczonych. W misji pracował do 1 marca 1919 roku, kiedy to powrócił do Francji. Zmarł w Czechosłowacji w 1938 roku.
Marcel Bloch był odznaczony wysokimi odznaczeniami Imperium Rosyjskiego m.in.:
- Order św. Jerzego kl. 4
- Order św. Anny kl. 4 – jako jedyny as myśliwski Francji